# Хетчер, Джон Белл
Джон Белл Хетчер (11 октября 1861, Куперстаун — 3 июля 1904) — американский палеонтолог, получивший наибольшую известность благодаря открытию трицератопсов.

## Биография
Осенью 1880 года Джон Белл Хетчер поступил в Гринеллский колледж в Айове, а затем перевёлся в Йельский университет. Талант Хетчера не остался без внимания знаменитого палеонтолога Гофониила Чарльза Марша, который и пригласил молодого студента на раскопки в Небраску.